# Pako Sarr
Pako Sarr (ur. 28 października 1971 w Dakarze) – muzyk, kompozytor, producent pochodzący z Senegalu i mieszkający w Polsce.
Karierę zaczynał w 1988 r. od młodzieżowego zespołu Soweto Boys jako perkusista. Pierwszy zespół ARRA – Africa Reggae Roots Ambassador założył w 1991 roku w Dakarze. Pako Sarr jest założycielem Pako Sarr Band, oraz konceptu socjo-kulturalnego UP (United Peoples). Wraz z Mamadou Dioufem współtworzy senegalski zespół Djolof-Man, czyli trio w składzie: Pako Sarr, Mamadou Diouf, Mouhamed Mbow.
Jest gitarzystą i wokalistą, śpiewa w językach wolof, francuskim i angielskim. Jego muzykę można określić jako World Music, łączy tradycje afrykańskie gatunki z funk i reggae.

## Galeria

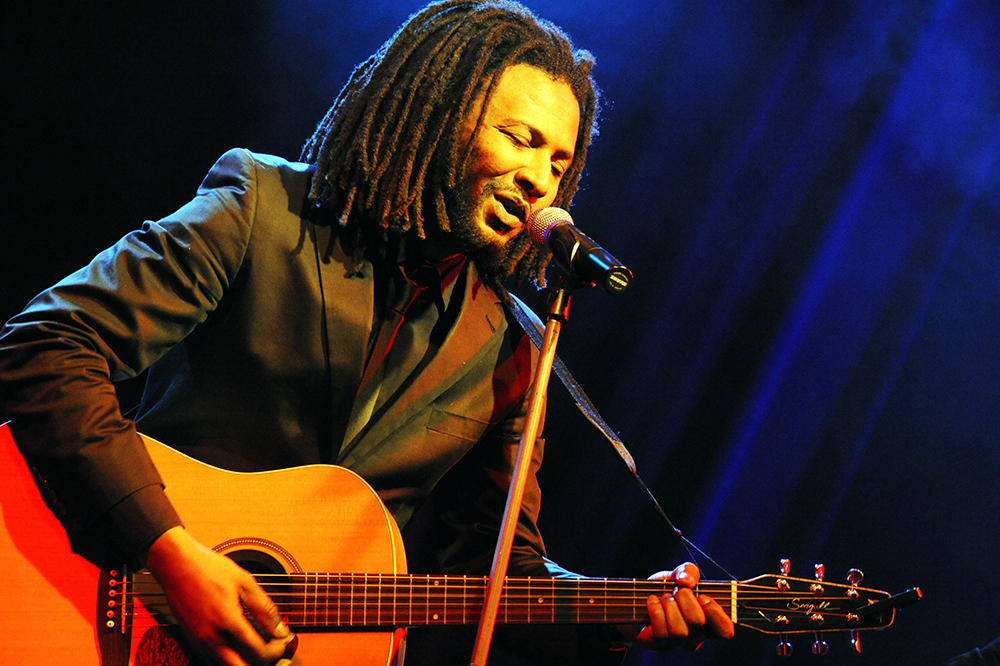
Koncert w Warszawie dla ofiar trzęsienia ziemi w Haiti w 2010 roku.
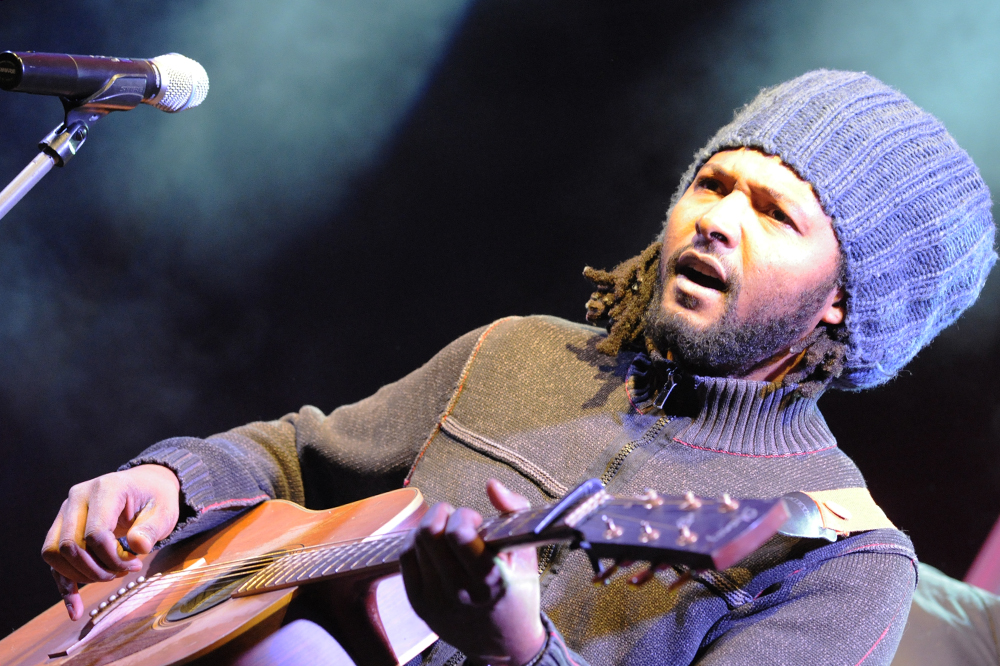
Koncert charytatywny w styczniu 2011, Warszawa.
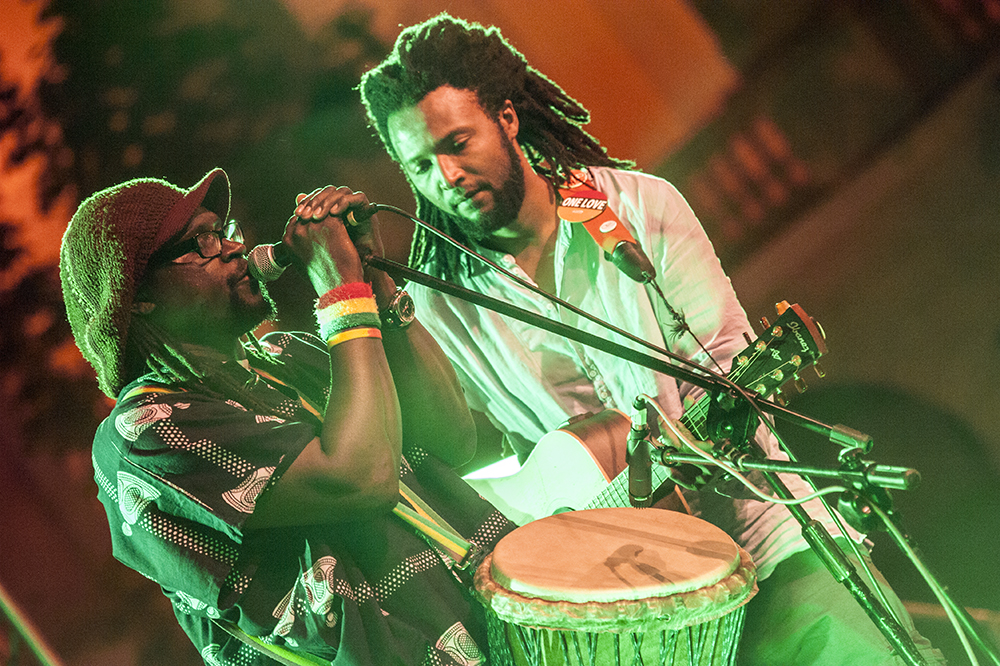
Festyn uliczny w Warszawie latem 2011. Na scenie wraz z Mamadou Diouf

## Dyskografia
- 2009: DVD Koncert Jubileuszowy Woodstock 1969–2009
- 2009: Herbert (Karimski Club)
- 2009: Stereo Air (Stereo Air)
- 2010: Nomad Soul
- 2013: Baobab
- 2014: Warszawa da sié lubić